# Kašenec
Kašenec (německy Kaschnitzfeld) je vesnice, část města Miroslav v okrese Znojmo. Nachází se asi 3 km na jih od Miroslavi. Prochází zde silnice I/53. Je zde evidováno 54 adres. Trvale zde žije 191 obyvatel.
Kašenec leží v katastrálním území Miroslav o výměře 26,6 km². Původně se nacházel v samostatném katastrálním území, které ale bylo roku 1966 začleněno do katastru Miroslavi.

## Památky
- zvonička ve vesnici
- kříž na návsi vedle zvoničky
- kříž u silnice při odbočce k hospodářským budovám

## Galerie

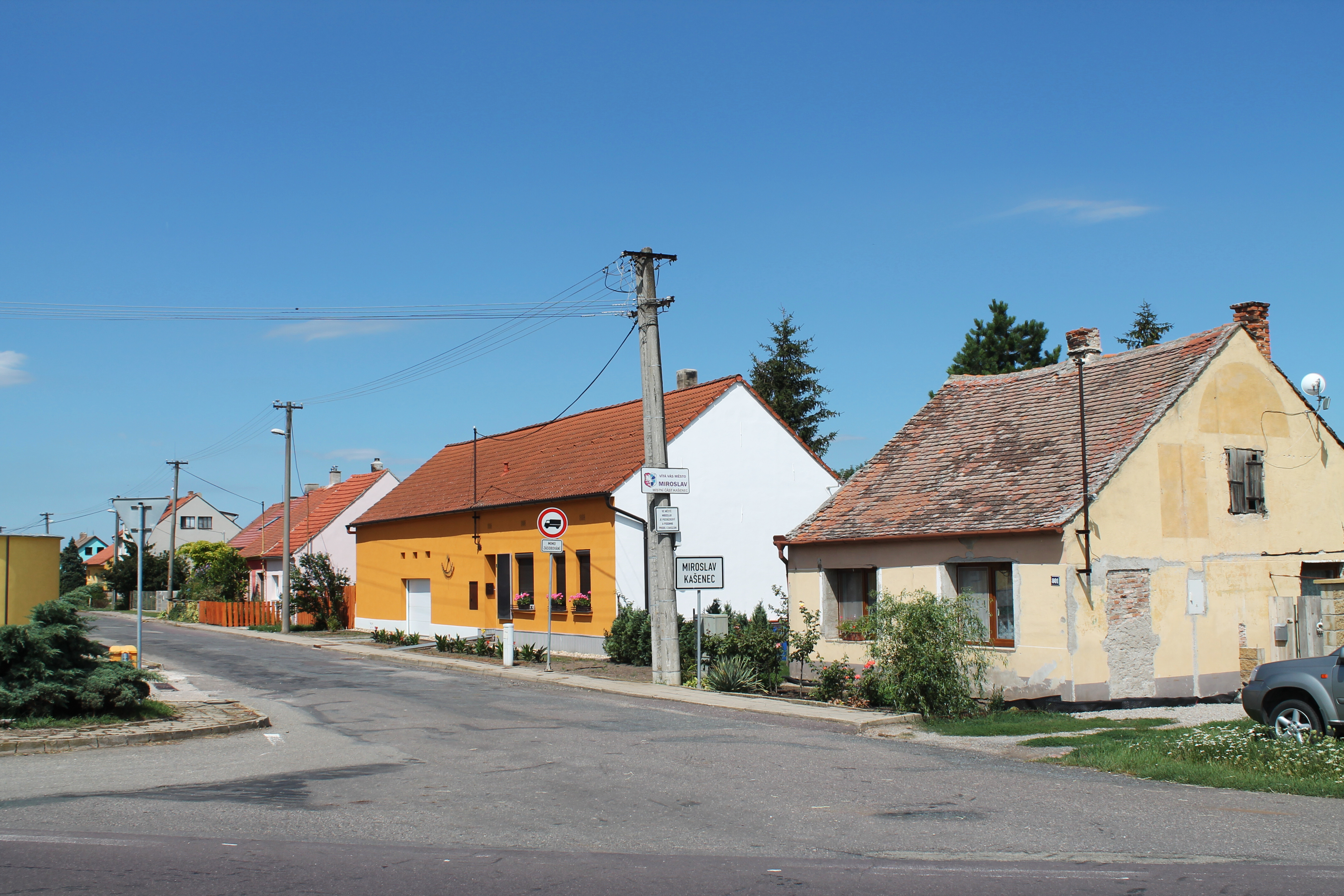
Hlavní příjezd do vsi
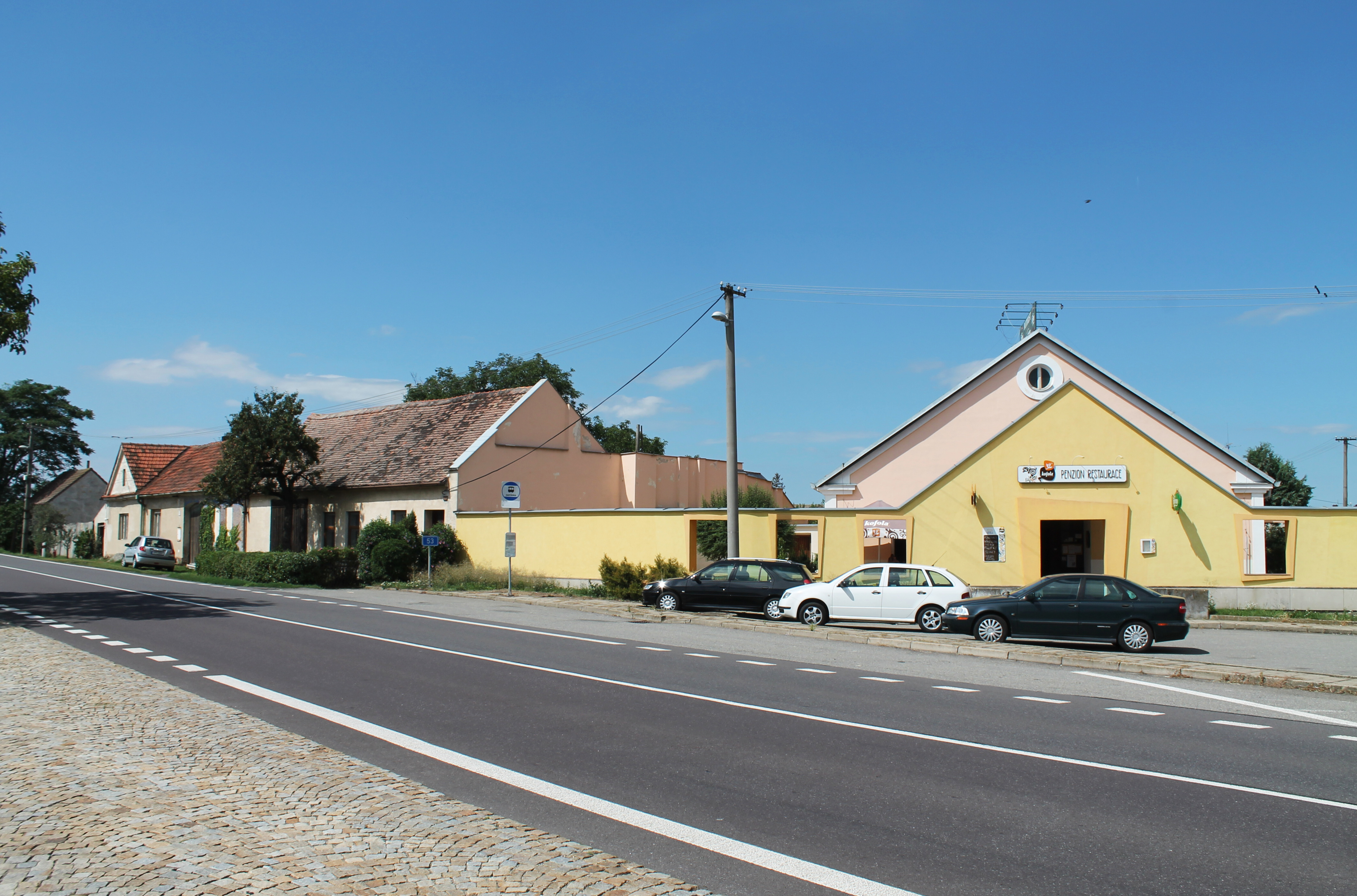
Motorest
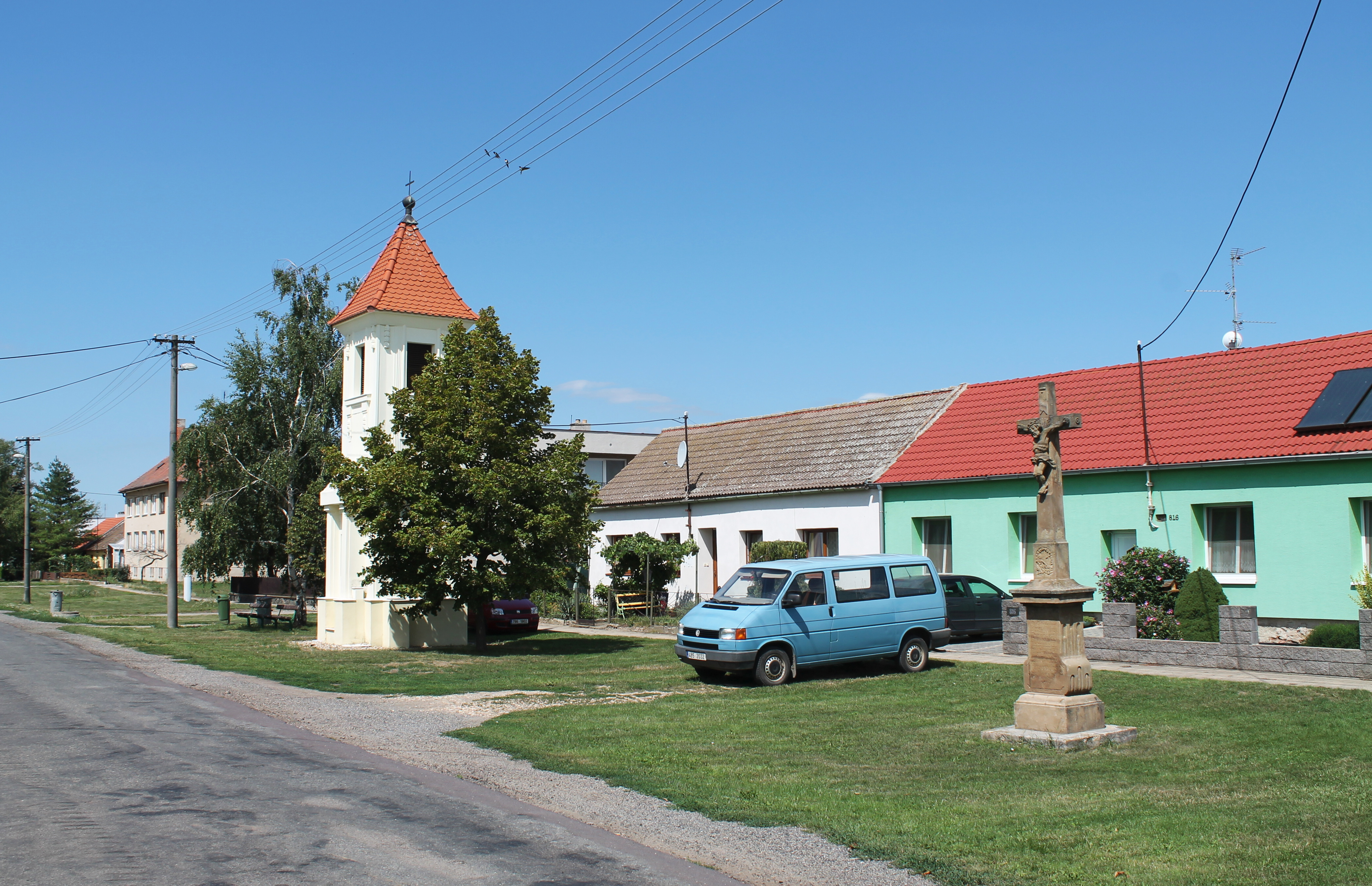
Zvonice a kříž na návsi
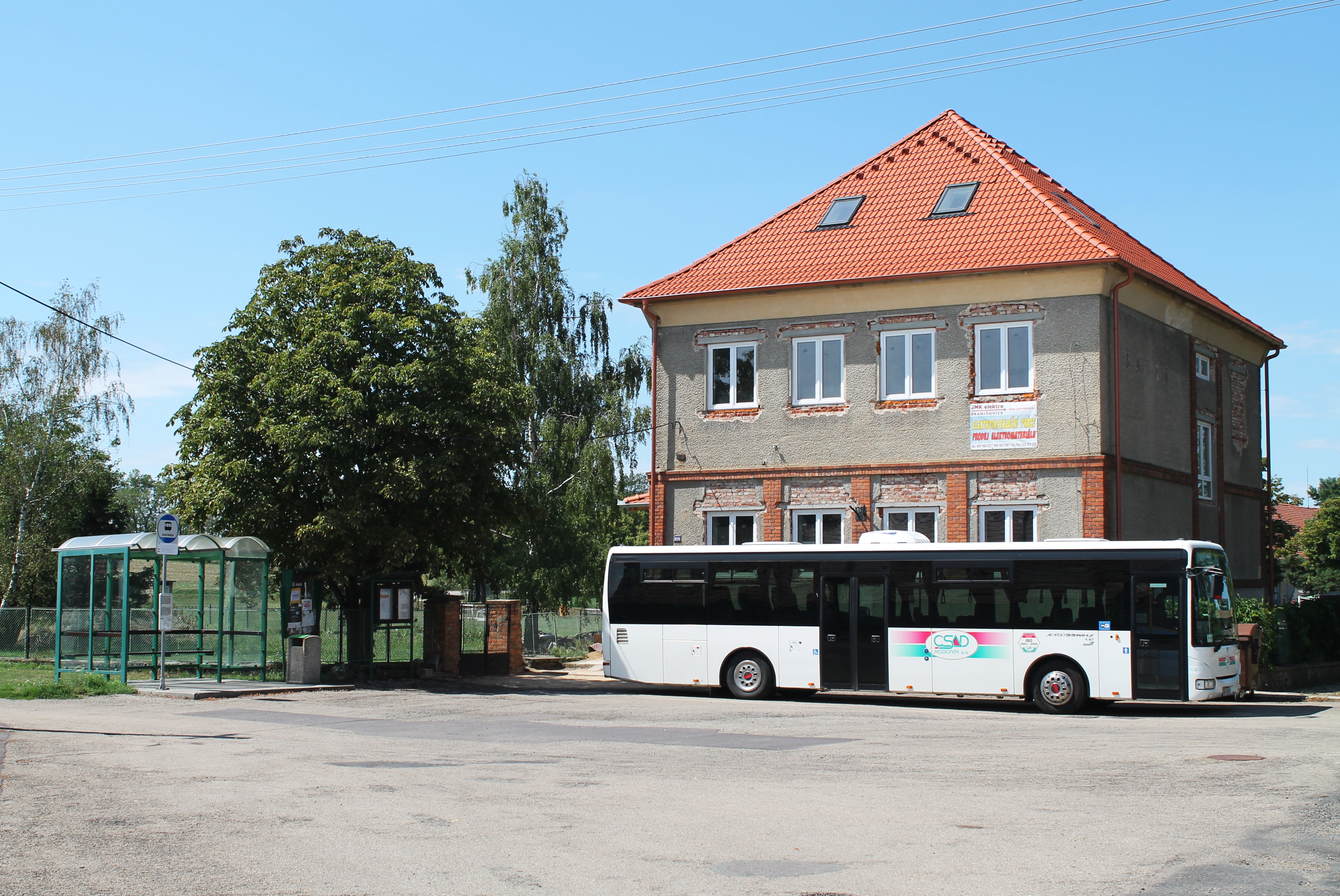
Autobusová zastávka